# Microcebus simmonsi
El lémur ratón de Simmons (Microcebus simmonsi) es una especie de primate estrepsirrino de la familia Cheirogaleidae endémico de Madagascar.
El lémur ratón de Simmons es la especie más grande de lémur ratón de la costa oriental de Madagascar. El color del cuerpo varía entre rojizo y naranja obscuro con las puntas del pelo de la corona de color negro y en ocasiones una raya en medio de la espalda. Tiene un parche blanco distintivo en el hocico y el vientre oscila entre blanco grisáceo y blanco.
El descubrimiento de la especie se anunció en junio de 2006 en el Simposio Mundial de Conservación Internacional en Antananarivo, Madagascar, junto al descubrimiento del lémur ratón de Mittermeier (Microcebus mittermeieri) y el lémur ratón de Jolly (Microcebus jollyae). Las tres especies fueron anunciadas oficialmente en un artículo de la publicación International Journal of Primatology.